# Font del Carme (Barcelona)
La font del Carme es troba al carrer homònim (plaça de Joan Amades) del Raval de Barcelona, i està inclosa a l'Inventari del Patrimoni Arquitectònic de Catalunya.

## Història
Projectada per l'arquitecte Josep Goday, originalment estava adossada a la mitgera del costat de ponent (on el carrer s'eixamplava) del Grup Escolar Milà i Fontanals, obra del mateix Goday i inaugurat el 29 de març del 1931. Durant la Guerra Civil, va ser malmesa pel bombardeig de març del 1938, i reconstruïda posteriorment amb un pressupost de 65.548,50 pessetes, elevat per l'època.
L'obertura d'un nou carrer dedicat a l'historiador Agustí Duran i Sanpere en el marc del PERI del 1985, va suposar l'enderrocament de la mitgera i el desmuntatge de la font. Aprofitant l'ampliació del col·legi, que inclou un nou poliesportiu, va ser reconstruïda encarada directament al carrer del Carme, en un espai batejat com a plaça de Joan Amades, i inaugurada el 30 d'abril del 2003 juntament amb una placa que recorda el bombardeig.

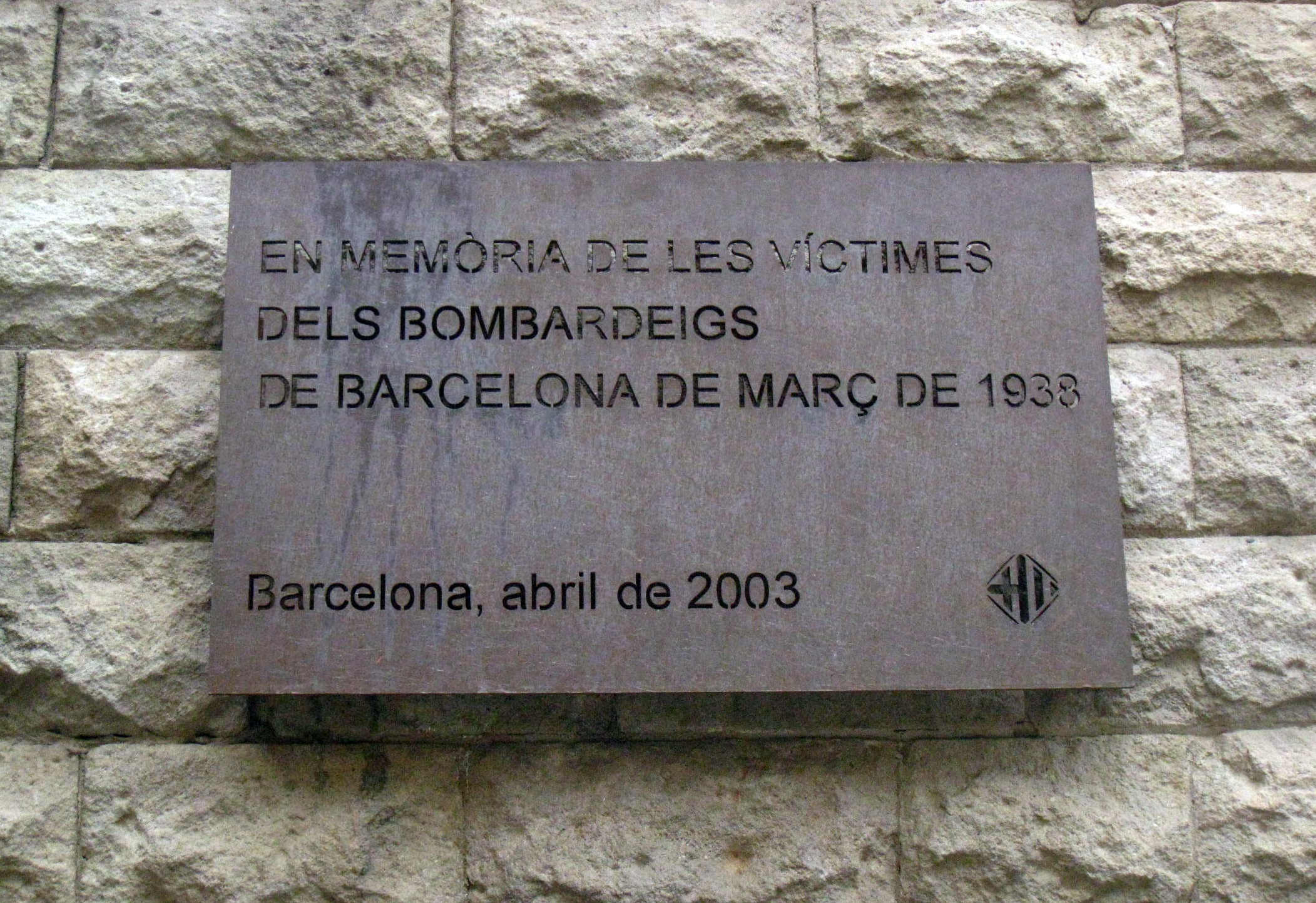
Placa commemorativa de les víctimes del bombardeig de març del 1938

## Descripció
En la seva concepció hi pesa la tradició, tant cara al noucentisme, de les fonts gòtiques amb carasses que es troben a la ciutat. Fet en pedra de Montjuïc, el conjunt queda emmarcat per pilastres emplafonades que acaben en un fris esglaonat, coronat per corns de l'abundància i, al centre, per un infant. La forma esglaonada manté un lligam amb la lleugera fornícula de formes triangulars; la del centre acull un baix relleu animat per un seguit d'ocells concentrats en menjar-se els fruits. La fornícula serveix per a situar en els plafons que arriben fins a la pica del basament dues cares de noia que, a manera de carasses, servien de brolladors i que flanquegen la representació central d'un lleó. Un ampli sòcol serveix per a acollir la pica d'aigua, i dos dofins recolzats en els pilars emplafonats acaben d'arrodonir tot el conjunt.